# Nepsané právo
Nepsané právo (lat. ius non scriptum) není na rozdíl od psaného práva zachyceno na pevném substrátu, ale existuje a předává se pouze ústním podáním (tradicí) a v nepřímých (neautoritativních) reflexích, např. v odborné právnické literatuře.
Nepsané právo neposkytuje dostatečnou míru právní jistoty a kontinentální evropské právo se od něj na rozdíl od práva angloamerického odklání. Výjimkou jsou právní obyčeje, které mají určitý význam např. v obchodním nebo ústavním právu (viz ústavní zvyklosti).

## Druhy pramenů nepsaného práva
- precedens (soudcovské právo)[zdroj?]
- právní obyčej (zvykové právo)
- právní princip
- analogie
- ekvita
- rozum